# Страстоцветные
Страстоцветные (лат. Passifloraceae) — семейство двудольных растений, насчитывающее около 690 видов, распространённых в тропическом поясе обоих полушарий, но главным образом в тропической Америке. К семейству относятся травы или полукустарники, как правило, стебли лазающие с использованием усиков стеблем. Листья очередные, цельные или дланевидно-лопастные, редко перисто-сложные (у Deidamia). Цветки правильные, состоят из 5 чашелистиков и 5 лепестков, за которыми находится особый диск из одного или нескольких кругов особых цветных нитей и выростов. Ось цветка продолжается в особое возвышение над венчиком, несущее на вершине пять тычинок со свешивающимися наружу пыльниками и одногнёздную завязь, состоящую из трёх плодолистиков и оканчивающуюся тремя столбиками. Плод — одногнёздная ягода. В семействе выделяют 27 родов, самый крупный из которых — Passiflora, насчитывающий до 500 видов.

## Роды
- Adenia — Адения[3]
- Adenoa
- Ancistrothyrsus
- Androsiphonia
- Barteria
- Basananthe
- Crossostemma
- Deidamia
- Dilkea
- Disemma
- Distemma
- Efulensia
- Erblichia
- Hyalocalyx
- Loewia
- Malesherbia — Мальзербия
- Mathurina
- Mitostemma
- Paropsia
- Paropsiopsis
- Passiflora — Страстоцвет, или Пассифлора
- Piriqueta
- Schlechterina
- Smeathmannia
- Stapfiella
- Streptopetalum
- Tetrapathaea
- Tryphostemma
- Tricliceras
- Turnera  — Тёрнера
- Viridivia